# خسوس کاساس
خسوس کاساس (اسپانیایی: Jesús Casas‎؛ زادهٔ ۲۳ اکتبر ۱۹۷۳) بازیکن سابق و مربی فوتبال اهل اسپانیا است.